# Agapanthia nicosiensis
Agapanthia nicosiensis — вид жуків-вусачів з великого роду аґапантія, поширений на Кіпрі.

## Поширення
Поширений на Кіпрі.

## Опис
Жук довжиною від 19 до 21 мм. Час льоту з березня по квітень.

## Розвиток
Життєвий цикл виду триває один рік. Кормовими рослинами є різні види трав'янистих.